# Чемоданово (Калужская область)
Чемоданово (ранее Белогурово) — деревня в Юхновском районе Калужской области России. Административный центр сельского поселения «Деревня Чемоданово».

## География
Недалеко от Чемоданово проходит граница национального парка «Угра».

## Население
| 2002 | 2010 |
| ---- | ---- |
| 229  | ↘176 |

## История
Известно о существовании деревянной церкви с XVII века. В 1906 году на её месте была построена новая каменная в русском стиле. Церковь выполнена с характерной для при приходских храмов XVIII—XIX веков планировкой и композицией. Убранство фасадов имеет мотивы древнерусской архитектуры. Длина здания составляет 29 метров, ширина — 17,4. Церковь была освящена в 1909 году в честь Николая Чудотворца. По состоянию на 1974 год здание не использовалось. С 2014 года в храме возобновлено проведение служб.